# Popowyczka
Popowyczka (ukr. Поповичка) – wieś na Ukrainie, w obwodzie czernihowskim, w rejonie pryłuckim, w hromadzie Tałałajiwka. W 2024 liczyła 169 mieszkańców.